# 金定鸭
金定鸭是中国福建省的一个家鸭品种，被列入《中国家禽品种志》和国家级畜禽遗传资源保护名录。
金定鸭原产于龙海市紫泥镇金定村。1958年，厦门大学生物系教授张松踪在金定村建立了育种试验科研站，并选育出以麻色羽型为主的品种，命名为“金定鸭”。20世纪80年代初，晋江市设立金定鸭保种场。后因行政区划变化，该保种场划入石狮市。2000年，金定鸭入选国家级畜禽遗传资源保护名录。
金定鸭体格大、耐粗饲、产蛋多、蛋大、蛋壳为青色。金定鸭适宜滩涂地区放牧，年产蛋260至300枚，平均蛋重72g。
金定鸭羽毛色泽分赤麻、赤眉、白雾眉、银红、银灰、乌梅、黑鸭、白鸭和花杂等9种类型。公鸭背部褐色，胸部红褐色，腹部灰白色；母鸭全身赤褐色，分布有大小不等的黑色斑点。